# Wim Wijnman
Ferdinand Wilhelm (Wim) Wijnman (Roermond, 1897 – Soest, 1984) was een Nederlandse tekenaar en kunstschilder. Hij schilderde in een eigen stijl die voortkomt uit en afgeleid is van het pointillisme, kubisme en divisionisme welke stijlen door hem worden samengevoegd.  Zijn werk is niet samen te vatten door één (1) specifieke school of beweging, maar laat een ontwikkeling zien van een aanvankelijk impressionistische stijl met invloeden van het fauvisme, naar een meer persoonlijke en expressionistische toets.  Pieter (Peet) Visser noemde dit in zijn toespraak bij de opening van de expositie in 1971 in de van Reekum Galerij "De Taal van Wim Wijnman". De naam Wijnman werd ook geschreven als "Wynman".

## Leven en werk
Wijnman volgde de Kunstnijverheidsschool in Haarlem, de Rijksnormaalschool voor Teekenonderwijzers te Amsterdam, Academie voor Beeldende Kunst te Rotterdam en de Vrije Academie in Parijs. Hij maakte studiereizen naar Frankrijk, Spanje en Zwitserland.
Hij was in de jaren 1920/1930 tekenleraar aan de Da Costaschool en de Hendrick de Keijserschool te Amsterdam. Daarnaast was hij tekenaar/journalist voor Van Munster's Uitgevers-Maatschappij te Amsterdam en als tekenleraar was hij ook actief aan de tekenschool van Martin Brink te Amersfoort.  Leraar van A. Jongejan-Waltman, Gepke Niezen, Willy Rams, Mathijs Hendrik Schreuder, Piet Spijker en Jeroen Voskuyl.
Een aparte categorie van kunst die in de hiërarchie van beeldende kunstvormen is ondergewaardeerd, betrof de ontwerpen voor karpetten, tapijt en wandkleden. Wijnman werkte als zelfstandig ontwerper voor tapijtfabrieken als Vocaleum te Zwolle, Verenigde Touw te Steenwijk en Veneta NV. te Hilversum. Zijn werk bevindt zich in Gr. Brittannië, U.S.A., Duitsland, Frankrijk, Zwitserland, België, Australië, Zweden en Nederland.

## Varia
In het boek "Met bonzend hart - brieven aan Hella Haasse" (Amsterdam: Querido, 2011) beschrijft Willem Nijholt op pagina 194 summier zijn relatie met en werkzaamheden in het atelier van Wim Wijnman.
In het boek "Een monster loert" van Hubertien J.E. Hermans (uitgave Vossiuspers/UvA) waarin de collectie historische volksgezondheidsaffiches van de Universiteit van Amsterdam staat een afbeelding van een affiche welke werd ontworpen door Wim Wijnman.
- RKD-Nederlands Instituut voor Kunstgeschiedenis: 84404